# Битка при Хаслах-Юнгинген
Битката при Хаслах-Юнгинген, също така известна и като битка при Албек, се случила на 11 октомври 1805 година в Улм-Юнгинген, северно от Улм, на другия бряг на река Дунав. Тя е важна част от Войната на Третата коалиция, кулминацията на Наполеоновите войни.
На 11 октомври 1805 година генерал Дюпон със своята дивизия влиза в стълкновение с 25-хилядна австрийска войска на южния бряг на река Изар (близо до Улм). В неговата команда нямало повече от 10 000 кавалеристи, а можел да се надява само на малобройни подкрепления - 4000 драгуни под командването на генерал Баражи д'Ийе. Дюпон отказва да се включи в боя поради огромното числено превъзходство на противника, но австрийците тръгвали към северния бряг, за да прекъснат френските линии за комуникация. Отстъплението също било невъзможно поради огромната численост на врага и затова той спазил френските традиции и атакувал. През целия ден 4000 французи отбивали атаките на много по-многобройната австрийска армия близо до село Албек, а когато се стъмнило Дюпон разбил противниите си до Бренц.